# Дудорово (Тверська область)
Дудорово (рос. Дудорово) — присілок в Торжоцькому районі Тверської області Російської Федерації.
Населення становить 61 особу. Входить до складу муніципального утворення Високовське сільське поселення.

## Історія
Від 2005 року входить до складу муніципального утворення Високовське сільське поселення.

## Населення
| 1859 | 1886 | 1997 | 2002 | 2010 |
| ---- | ---- | ---- | ---- | ---- |
| 235  | ↗389 | ↘78  | ↘67  | ↘61  |